# 山形県道170号蔵王成沢長谷堂線
山形県道170号山形蔵王成沢長谷堂線（やまがたけんどう170ごう ざおうなりさわはせどうせん）は、山形県山形市蔵王成沢の国道13号から同市長谷堂の国道348号までを結ぶ路線である。以前は蔵王駅付近に谷柏踏切が存在し、さらに道幅も狭かったため朝晩は渋滞が発生していたが、道幅拡張とアンダーパス化により渋滞は緩和された。

## 概要

### 路線データ
- 陸上距離：約6km
- 起点：山形県山形市蔵王成沢（国道13号交点）
- 終点：山形県山形市長谷堂（国道348号交点）

## 地理

### 交差する道路
- 国道348号（山形県山形市）
- 山形県道51号山形上山線（山形県山形市、山形西回りバイパス）

### 沿道の施設など
- 蔵王駅
- 山形市立第九中学校
- 東北文教大学
- 東海大学山形高等学校